# Reißig (Plauen)
Reißig (auch Vorderreißig) ist ein Stadtteil von Plauen im Stadtgebiet Nord, der 1939 eingemeindet wurde.

## Geographie
Reißig liegt im Nordosten Plauens und grenzt an vier weitere Stadtteile Plauens.
| Haselbrunn        |                                             | Reißigwald mit Lochhaus |
|                   | Kompassrose, die auf Nachbargemeinden zeigt |                         |
| Reißiger Vorstadt |                                             | Preißelpöhl             |

Die Fläche der Gemarkung besteht zu 47,5 % aus Landwirtschaftlicher Nutzfläche und zu 1,6 % aus Wald. Die restliche Fläche sind Straßen, Wohn- und Industrieflächen.
Reißig liegt nahe der Bahnstrecke Leipzig–Hof.

## Geschichte

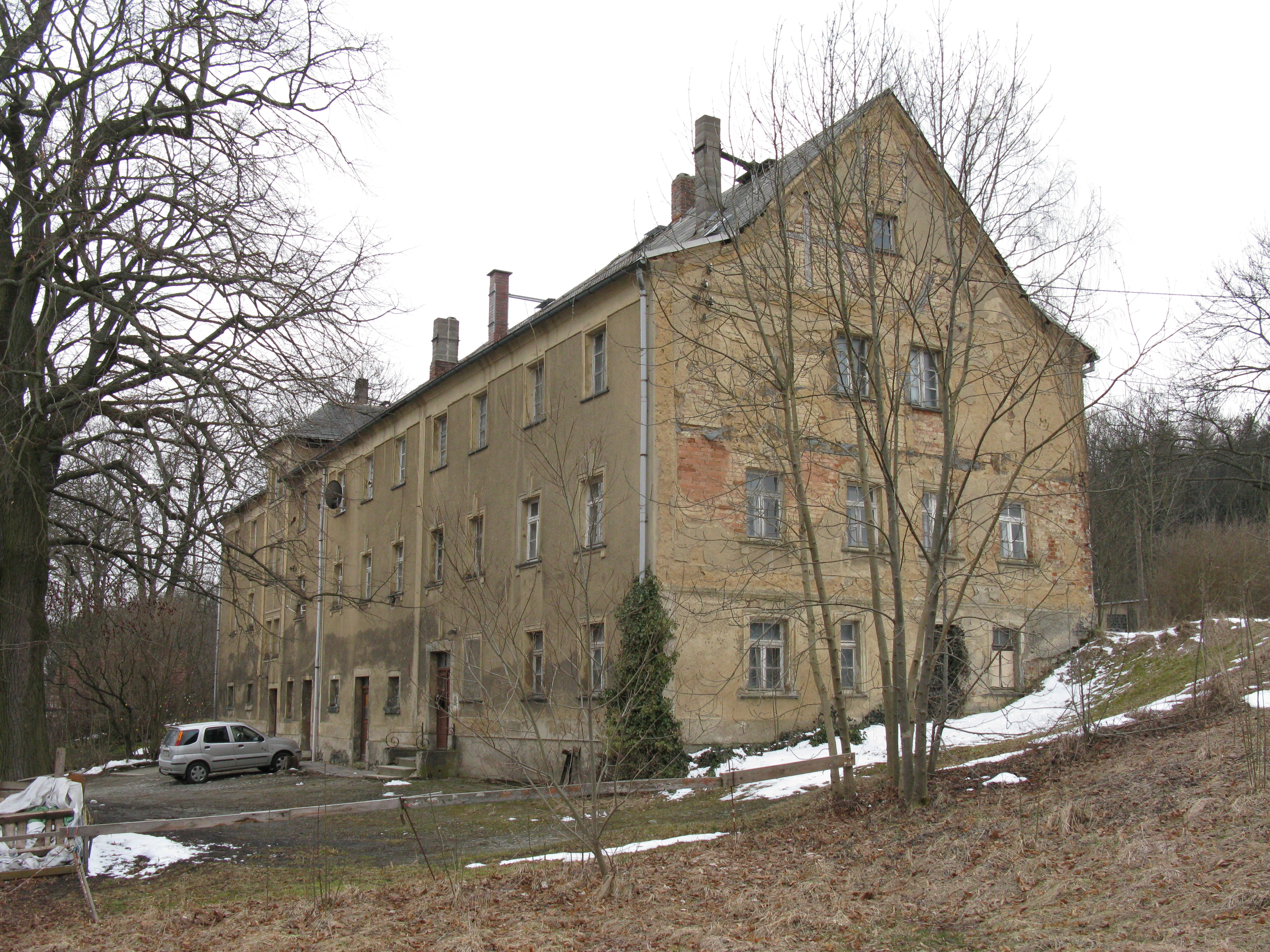
Das Herrenhaus „Am Gut“

1474 wird das wüste Gut Reyßig erwähnt. Noch 1505 handelte es sich um eine Wüstung, doch 1506 existiert auf der Flur ein Vorwerk und später ein Rittergut. Um 1900 stellte Reißig eine Gutssiedlung in Gutsblockflur dar. Seit dem 19. Jahrhundert war Reißig ein Dorf, später eine Landgemeinde mit dem Ortsteil Hinterreißig oder Pfaffenhaus und Pfaffenmühle. Reißig gehörte bis ins 19. Jahrhundert zum Amt Plauen, dann zur Amtshauptmannschaft Plauen. 1939 wurde der Ort in die damals noch kreisfreie Stadt Plauen eingemeindet. Die Pfaffenmühle kam dabei nicht nach Plauen, sondern nach Jößnitz.

### Entwicklung der Einwohnerzahl
| Jahr | Einwohnerzahl                           |
| ---- | --------------------------------------- |
| 1557 | 3 besessene Mann, 1 Häusler, 6 Inwohner |
| 1764 | 1 besessener Mann, 5/8 Hufe             |
| 1834 | 104                                     |
| 1871 | 110                                     |
| 1890 | 213                                     |

| Jahr | Einwohnerzahl |
| ---- | ------------- |
| 1910 | 293           |
| 1925 | 401           |
| 2002 | 900           |
| 2011 | 917           |

## Öffentlicher Nahverkehr
Reißig ist im Stundentakt mit der PlusBus-Linie 40 des Verkehrsverbunds Vogtland mit dem Oberen Bahnhof Plauen verbunden. Am Albertplatz existiert Umsteigemöglichkeit zur Straßenbahn Plauen und zum Stadtbus.

## Sehenswürdigkeiten
Zwischen Reißig und Jößnitz befindet sich eine quadratische Ringwallanlage (Rest einer mittelalterlichen Wasserburg). Sie liegt nördlich von Reißig. Siehe dazu Liste der Bodendenkmale in Plauen.